# 東急バス弦巻営業所

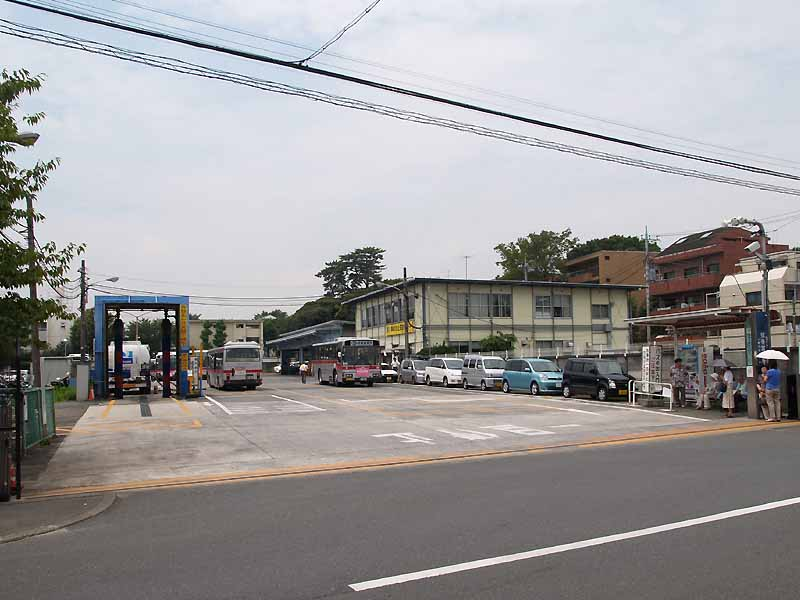
建物建て替え前（2007年）

東急バス弦巻営業所（とうきゅうバスつるまきえいぎょうしょ）は、東京都世田谷区弦巻に位置し、東京都世田谷区を中心とする同社路線を担当する東急バスの営業所。営業所の略号はT。
教育センター・中央図書館の目の前に営業所があり、営業所内の「弦巻営業所」停留所には、「教育センター・中央図書館前」の副称が付く。営業所前を発着するのは、弦巻線（渋05）、深沢線（黒07・都立01）、および小山線（反11）の出入庫系統である。
この他に営業所の最寄としては､世田谷通りの｢松が丘交番前｣があり､徒歩5分ほどある｡
2008年6月より事務所棟および整備工場の建て替え工事を行い、2009年に竣工した。

## 沿革
営業所の開設は1959年（昭和34年）3月3日で、新生・東京急行電鉄になってから2番目の増設営業所、世田谷区内3番目の拠点として立ち上げられた。終戦からかなりの時間が経ち、戦時休止路線がすべて復旧した後の開設であるが、ここでは現在の所管路線の基礎として戦前に営業した玉川乗合世田谷営業所の系譜まで遡って解説する。

### 世田谷通りのバスの始まり
1925年（大正14年）、東急世田谷線の前身となる玉川電気鉄道支線、三軒茶屋 - 下高井戸間が開通した。この路線は、上町まで世田谷通りと並行し、渋谷までの直通電車もあったが、その先は京王電気軌道線を目指して北上するルートとなったため、上町以遠の世田谷通りは公共交通をバスに依存することになってしまった。

そこに新規参入したのは玉川電気鉄道（玉電）ではなく、バス事業に実績のあった八木哲率いる世田谷乗合自動車だった。昭和初期の世田谷乗合自動車は、まず三軒茶屋から世田谷通りをひたすら西に向かい、陸軍自動車学校、東京第二衛戍病院を経由して調布町（現・調布市）の国領に至る路線を立ち上げていた。これが後の調布線の基礎となる。

一方、玉電は路面電車の培養と防衛のため、1927年（昭和2年）に玉川乗合の名前でバス事業に参入。1930年（昭和5年）渋谷駅と園芸学校（現・都立園芸高校）を結ぶ路線の運行を始める。
この頃、八木哲は神奈川県の方面へも事業を拡大し、二子玉川から大山街道を市ヶ尾まで行き、北は柿生、南は川和町から中山まで路線を延ばしていた。また、新丸子から中原街道を勝田までも運行していた。
八木は玉電のバス事業参入を見届ける形で翌1931年（昭和6年）10月19日に世田谷乗合自動車を、翌1932年10月21日神奈川県下の路線を玉電に売却して撤退する。玉電は、八木から引き継いだ事業のうち世田谷乗合自動車の路線と自社で開設した路線を運営するため世田ヶ谷町桜の農大前停留所近傍に世田谷営業所を設けた。
1932年（昭和7年）、沿線の砧村にピー・シー・エル映画製作所（現：東宝スタジオ）が開設される。玉電では、同社に出入りする映画関係者の需要を担うために調布線の途中折り返し便を設ける。後の成城線の基礎となる東宝線の誕生であった。

### 東横電鉄・そして大東急へ
1938年（昭和13年）、玉川電気鉄道は東京横浜電鉄と合併する。これにより、玉電が持っていた世田谷営業所と淡島営業所の2つのバス営業所も東京横浜電鉄の手に渡った。

両営業所は東京横浜電鉄、そして東京急行電鉄（大東急）になってからもそのまま維持されるが、終戦前後に国領線と東宝線が休止となり、所管路線を失った世田谷営業所は廃止の上、淡島営業所に統合された。このため、八木哲や玉電以来の歴史を持っていた世田谷営業所時代の系譜は淡島営業所に引き継がれており、従って現在の弦巻営業所は、まったくゼロからのスタートということができる。

### 淡島営業所時代
1946年（昭和21年）、陸軍自動車学校跡地に東京農業大学が移転。東京第二陸軍病院は厚生省の手に渡り、国立世田谷病院（現：国立成育医療研究センター）として生まれ変わる。この両機関へのアクセスを確保するため、世田谷通りを走破する幹線だった東宝線と国領線は世田谷営業所を引き継いだ淡島営業所の手で再開される。その際に東宝撮影所と至近だった小田急線成城学園前駅に乗り入れ、現在の成城線の形が出来上がった（後述）。
1950年（昭和25年）、小田急電鉄は武蔵野乗合自動車を買収して小田急バスを誕生させた。小田急バスは当初、三鷹市にあった三鷹営業所（現：吉祥寺営業所）1か所だけで営業していたが、東京都区部への本格的な進出をめざし、東京急行と交渉。同年11月に若林営業所（現：小田急ハイウェイバス）を立ち上げ、国領線の共同運行を始めると、1951年（昭和26年）、成城線でも共同運行を始めた。

### 弦巻営業所の立ち上げ

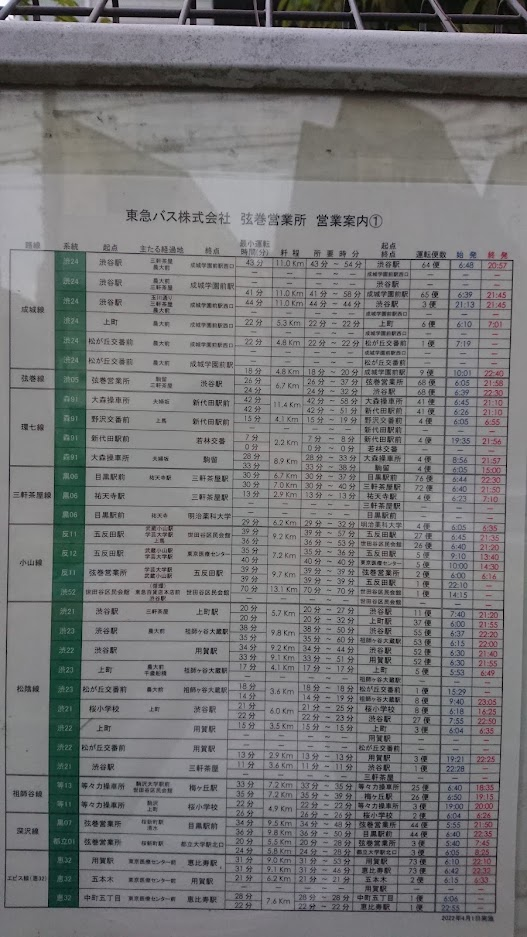
弦巻営業所入口脇に掲出されている、2022/4/1現在の弦巻営業所所管路線の一覧（2022/5/11撮影）

一方で、世田谷区の市街化が進むにつれて区内を通る路線の新設が相次いだことを受け、淡島営業所1か所だけでは需要を満たせなくなっていった。隣の目黒区内には既に目黒、不動前の2つの営業所があったが、そちらも路線の増加で規模が追いつかなくなっていく。こうして東急は世田谷区内に新たなバスの拠点を作る必要に迫られた。
1956年（昭和31年）、瀬田営業所が先に立ち上げられる。これに続く戦後2番目の増設営業所を開設すべく、東急は世田谷区弦巻の現在地を取得。1959年（昭和34年）3月3日、弦巻営業所が営業を開始した。なお開設と同時に、1957年（昭和32年）に開通していた弦巻循環線（現：弦巻線）の「松ヶ丘小学校」停留所を「弦巻営業所」に改称している。
開設にあたり、淡島営業所から成城線・国領線、それに東京都交通局（都営バス）と共管の経堂線、瀬田営業所から戦後新設された学校線・弦巻循環線を、そして不動前営業所からはやはり都営共管の駒沢線を移管され、営業を開始した。その後、上町線や千歳線などを新たに開通し、近隣営業所との路線調整を図りながら世田谷区内を中心に路線拡充を進めた。
1970年代から1980年代にかけては、調布線の廃止、上町線の分割など長距離路線の整理縮小を進める一方、1984年（昭和59年）3月16日に廃止となった駒沢営業所から東急コーチ自由が丘線、祖師谷線を引き継いだ。

### 東急トランセ管理委託へ
1999年（平成11年）から2002年にかけて、東急トランセへの管理委託路線化や大橋営業所の廃止に伴う路線調整が行われた。
1999年10月16日、成城線がいったん大橋営業所に移管された後、弦巻営業所のトランセ全面委託に向けた準備が始まる。
最初にトランセ委託化されたのは祖師谷線で、2000年（平成12年）3月1日付で委託路線となった。同年3月16日に弦巻線、5月1日に千歳線が委託化。6月16日の学校線委託の際は、直営のまま残ることになった目黒駅乗り入れ系統が独立して深沢線となり、目黒営業所へ移管されている（後述）。さらに8月1日に上町線が委託化、11月16日、成城線が大橋から再移管され弦巻へ戻るのと同時に委託化され、当営業所のトランセ委託移行は一応の完成をみた。
その後、大橋営業所の廃止を控えた2002年（平成14年）には、3月16日に松陰線（渋21）が移管の上で委託化。同年5月16日に小山線が目黒から、渋谷空港線が大橋からの移管時に委託化された。
また、最後まで直営で残った深沢線も、2007年（平成19年）に当営業所へ再移管され、トランセ委託路線となった。
2022年（令和4年）4月1日 恵32が瀬田から移管された。
2024年（令和6年）3月31日 この日の運行をもって東急トランセが東急バスへ吸収合併された。これに伴い約24年にわたり行われてきたトランセ委託が終了、翌4月1日以降すべての路線の運行が東急バス直営となった。

## 現行路線

### 弦巻線

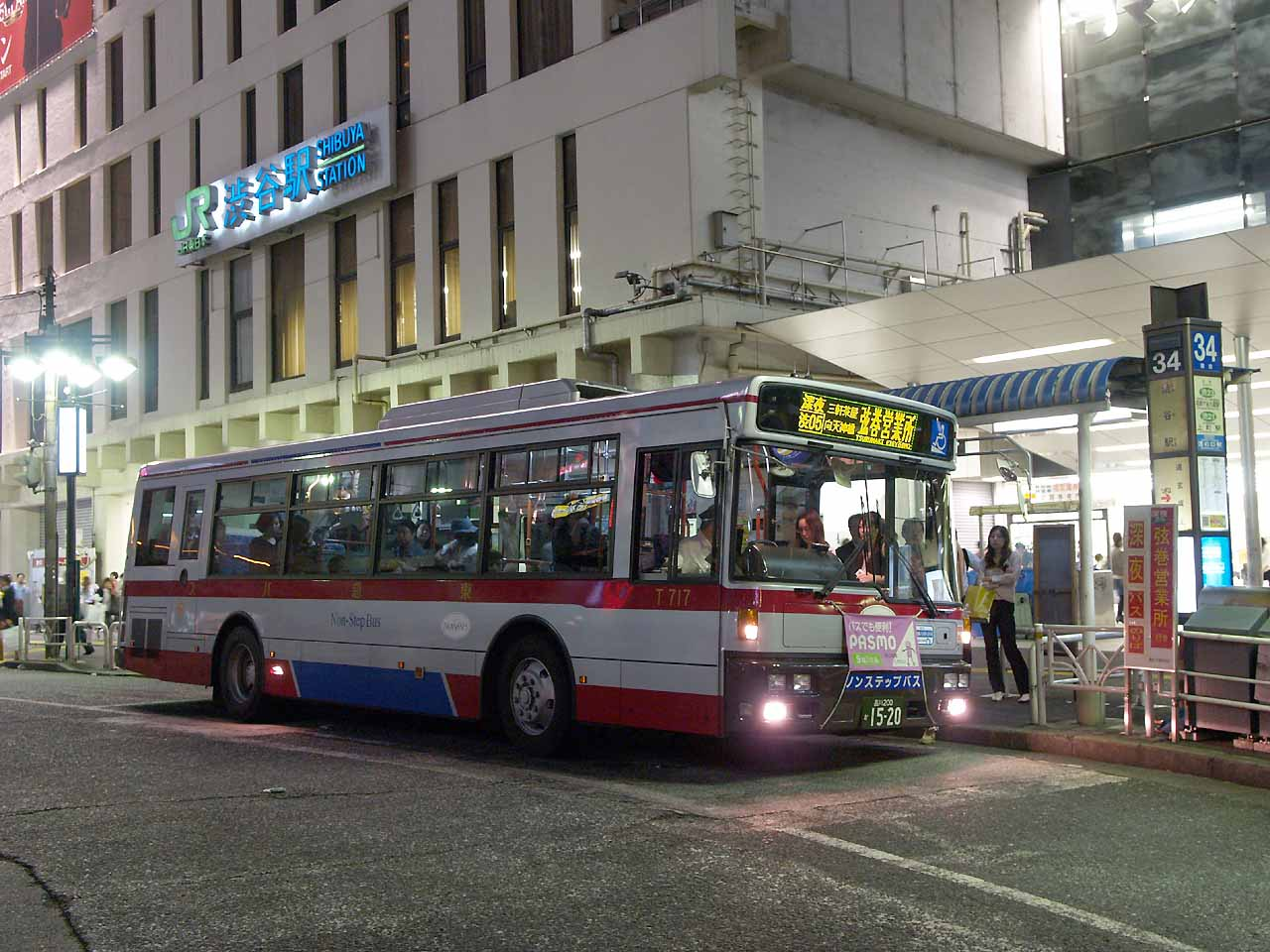
かつて存在した深夜バスは松陰線と同じ乗り場から出発 (T717)

- 渋05：渋谷駅 → 大橋 → 三軒茶屋 → 世田谷警察署前 → 駒留 → 向天神橋 → 弦巻三丁目 → 弦巻営業所
- 渋05：弦巻営業所 →弦巻三丁目 → 向天神橋 → 駒留 → 若林一丁目 → 三軒茶屋 → 大橋 → 渋谷駅

渋谷駅から、玉川通りと世田谷通りの中間に位置する弦巻地区へ向かう。往復の経路が一部異なっている。
かつては弦巻循環線と呼ばれ、1957年8月1日から渋谷駅 - 弦巻営業所で両回りの循環運転をしていた。当初のルートは渋谷駅 - 新町 - 松ヶ丘小学校（現・弦巻営業所） - 弦巻一丁目 - 渋谷駅で、ルートの南側は新町以東で玉川通りの旧道を走っていた。
1960年から上馬・駒留・弦巻通り経由となり、さらにその後、西太子堂・世田谷警察署経由となった。これにより、渋谷駅 - 三軒茶屋 - 上馬 - 駒留 - 向天神橋 - 弦巻三丁目 - 弦巻営業所 - 弦巻一丁目 - 駒留 - 世田谷警察署 - 西太子堂 - 渋谷駅という循環線となり、外回りが渋05、内回りが渋06となった。
1984年3月15日、循環線は渋05・弦巻線（渋谷駅 - 三軒茶屋 - 上馬 - 駒留 - 向天神橋 - 弦巻三丁目 - 弦巻営業所）、渋06・駒留線（渋谷駅 - 三軒茶屋 - 西太子堂 - 駒留 - 弦巻一丁目 - 弦巻営業所）に分割された。1987年9月1日に両線が統合され、渋05（渋谷駅 - 三軒茶屋 - 西太子堂 - 駒留 - 向天神橋 - 弦巻三丁目 - 弦巻営業所）となった。これにより、駒留通りの環七通り以西の区間から路線が消滅した。
1990年代に入り、駒留 - 三軒茶屋の上りルートが駒留通り経由から環状七号線を通る若林一丁目経由に変更されている。駒留 - 世田谷警察署間の駒留通りの渋滞により、定時運行が困難になったことが理由である。
2022年（令和4年）5月1日より、渋谷駅発21時までの便が成城線同様、道玄坂経由となった。同年5月20日からは、道玄坂経由の道玄坂上バス停が「道玄坂上（交番前）」と改称され、道玄坂経由の便は「道玄坂上（交番前）」と「道玄坂上」の両方に停車する。
2022年4月現在、東急バスの渋谷駅発の系統番号である、「渋」を冠した系統では、最も若い数字となっている。

### 松陰線
- 渋21：渋谷駅 - 大橋 - 三軒茶屋 - 上町駅
- 渋21：渋谷駅 - 大橋 - 三軒茶屋 - 上町 - 桜小学校
- 渋21：渋谷駅 → 大橋 → 三軒茶屋
- 渋22：渋谷駅 - 大橋 - 三軒茶屋 - 上町 - 農大前 - 用賀駅
- 渋22：上町 → 農大前 → 用賀駅 (出庫便)
- 渋22：用賀駅 → 農大前 → 松が丘交番前 (入庫便)
- 渋23：渋谷駅 - 大橋 - 三軒茶屋 - 上町 - 農大前 - 千歳船橋 - 祖師ヶ谷大蔵駅
- 渋23：上町 → 農大前 → 千歳船橋 → 祖師ヶ谷大蔵駅 (出庫便)
- 渋23：祖師ヶ谷大蔵駅 → 千歳船橋 → 農大前 → 松が丘交番前 (入庫便)

渋谷駅から三軒茶屋経由で世田谷通り方面に向かう路線群（上記3系統と渋24系統）である。渋21は渋22・23・24の折り返し便とも見えるが、もともとはそれぞれ別路線であり、各系統とも路線の成り立ちが大きく異なる。
松陰線の各路線は、上町（駅） - 三軒茶屋間で世田谷線と並行しているが、世田谷線が三軒茶屋止まりで渋谷へは乗り換えを強いられるために、この区間では渋谷駅との間を乗り換えなしで結ぶバスの便が欠かせない存在になっており、同時に国士舘大学・東京農業大学世田谷キャンパス、昭和女子大学、農大一高、駒大高校の学生が渋谷駅へ直接出られる通学輸送の役割がある。また海上自衛隊上用賀基地、陸上自衛隊用賀駐屯地、JRA馬事公苑への通勤輸送を担う。
渋21は、東急玉川線の廃止代替路線として、渋谷と西太子堂 - 上町の直通利用者に配慮して設定されたもので、1969年（昭和44年）5月11日の開通以来、玉川線車庫跡地にできた大橋営業所が担当してきた。「上町駅」バス停は渋21独自のバス停で、上町駅前の一方通行路にある。以前は「上町」バス停には停車していなかったが、後に渋谷駅行のみ上町バス停にも停車するようになった。
渋23は1963年（昭和38年）11月1日付で、渋谷駅から千歳船橋に向かう路線として開通していた路線で（その後祖師谷大蔵まで延長）、当時は千歳線と称した。祖師ヶ谷大蔵駅付近はかつて道路が狭く、道路が拡張され駅前にバスターミナルが完成するまでは、ひとつ手前の祖師谷大蔵（後に祖師ヶ谷折返所、現・山野小学校）で発着していた。同駅まで延長されたのは1993年（平成5年）5月16日のことである。
渋21・23の両系統はもともとは別路線で、渋谷駅の乗り場もダイヤも別々に組まれていた。2002年（平成14年）9月16日の大橋営業所廃止に伴い、同年3月16日より渋21が弦巻に移管され、同時にトランセ委託路線になった際、両系統の線名が渋21で使われていた松陰線に統一され、乗り場やダイヤも共通化された。
渋22は、2018年（平成30年）4月1日付で運行開始。上町線（園02系統。後述）の廃止に伴い、旧上町線の用賀駅以北の経路を松陰線の1系統に組み込み、渋谷駅・三軒茶屋と結んだものである。
なお、渋谷駅 - 三軒茶屋 - 上町を経由する路線として、1974年（昭和49年）8月までは上記路線とは別に、都営バスとの共同運行で東京駅を起点とする東84系統も存在した。
出入庫の区間便として、渋谷駅 - 三軒茶屋・桜小学校、上町 → 用賀駅・祖師ヶ谷大蔵駅、用賀駅・祖師ヶ谷大蔵駅 → 松が丘交番前の各便がある｡
2022年（令和4年）5月1日より、渋谷駅発21時までの便が成城線同様、道玄坂経由となった。同年5月20日からは、道玄坂経由の道玄坂上バス停が「道玄坂上（交番前）」と改称され、道玄坂経由の便は「道玄坂上（交番前）」と「道玄坂上」の両方に停車する。

### 成城線（現・松陰線）

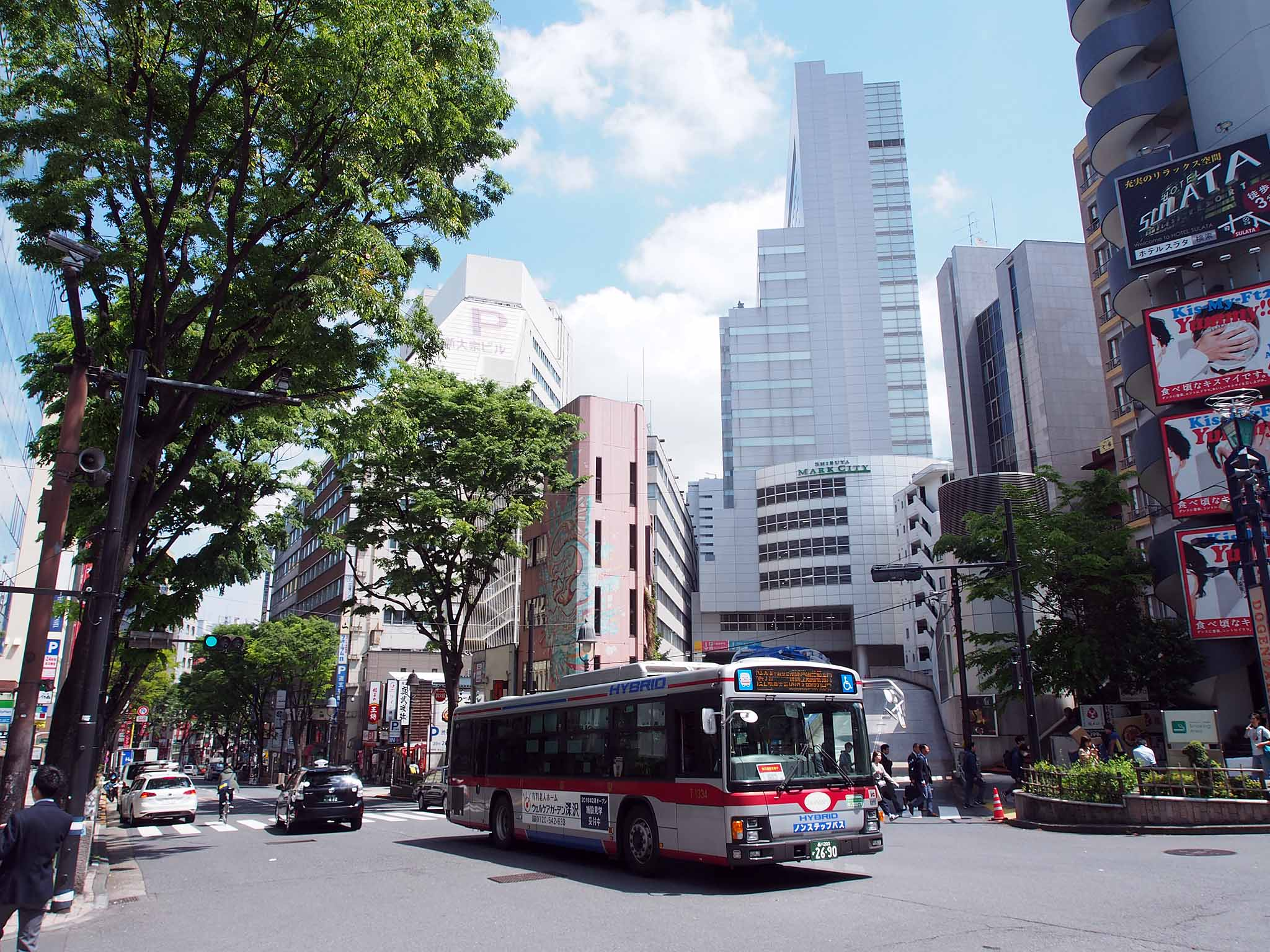
道玄坂を登る（T1334）

- 渋24：渋谷駅 → 大橋 → 三軒茶屋 → 上町 → 農大前 → 成育医療研究センター前 → 成城学園前駅西口
- 渋24：成城学園前駅 → 成育医療研究センター前 → 農大前 → 上町 → 三軒茶屋 → 大橋 → 渋谷駅

三軒茶屋経由で世田谷通りへ向かう幹線であり、松蔭線の一部である。世田谷区桜・桜丘・上用賀・砧・大蔵の地域輸送、東京農業大学、国士舘大学、日本大学砧キャンパス（商学部）、成城大学、東京都市大学付属中学・高校、目黒星美学園への通学輸送、国立成育医療研究センター・公立学校共済組合関東中央病院への病院輸送、NHK放送技術研究所・国際放映（旧・新東宝）本社（東京メディアシティ）への通勤輸送を担う。
1931年（昭和6年）、世田谷通りのバスを最初に立ち上げた世田谷乗合が玉川電鉄に路線を引き継ぐ。その後、東横電鉄、大東急を経て、東宝線（渋谷駅 - 東宝前）として基礎が出来上がるが、国領線（後の調布線）と共に玉川電鉄以来の拠点だった世田谷営業所の主力路線的な存在だった。1944年（昭和19年）に戦時休止となり、戦後は世田谷営業所を引き継いだ淡島営業所の手で復旧、運行していた。

この頃、小田急バスは事業を開始したばかりで、三鷹周辺など市部を中心に運行していたが、23区内に営業基盤を設けるべく東急と協議を行い、相互乗入れを行うことになった。1951年（昭和26年）8月28日、小田急バスが成城線に新規参入し運行を開始するが、当初は上町駅と渋谷駅の間が無停車の「急行」という条件付きだった。同じ年の12月に若林駅（現・若林三丁目）と西太子堂への停車が認められ、やがて各停に切り替わった。なお小田急側の現担当拠点、狛江営業所ができたのは1960年（昭和35年）で、それまでは若林営業所（現・小田急シティバス）が担当していた。
1999年（平成11年）10月16日から1年間、大橋が担当していた。弦巻担当に戻ったのは2000年（平成12年）11月16日で、同時にトランセへの委託路線となった。
渋谷駅付近では往復経路が異なっている。道玄坂で歩行者天国が実施される日と21時以降は往復とも国道246号を経由するが、それ以外の日の渋谷駅発の便は道玄坂を経由する。1994年以前は東急百貨店2階のターンテーブル乗り場を発着していた。
成城学園前駅での発着は南口で行われていたが、同駅の地下化による駅前整備で新たに西口バスターミナルが設けられたことから、2006年（平成18年）7月22日より、降車場所が西口に変更された。渋谷方面行きの乗り場は従来どおり南口のままである。
夜間に入庫便として、成城学園前駅→松が丘交番前の便がある（客扱い後に弦巻営業所へ回送）。
2022年（令和4年）5月20日からは、道玄坂経由の道玄坂上バス停が「道玄坂上（交番前）」と改称され、道玄坂経由の便は「道玄坂上（交番前）」と「道玄坂上」の両方に停車する。
2023年7月1日、当系統は小田急バスの運行を終了し、全便が東急バス単独の運行となった。単独運行と同時に「松蔭線」の1系統に編入された。
渋谷駅 - 東宝前間で並行する小田急バスの渋26系統（渋谷駅 - 調布駅南口）は、1日2往復に減便されて運行を継続しているが、東急バスとの共通定期券の取り扱いはこの時に終了している。

### 深沢線
- 黒07：目黒駅 - 大鳥神社前 - 清水 - 都立大学駅北口 - 日本体育大学前 - 桜新町駅 - 弦巻営業所
- 都立01：都立大学駅北口 - 日本体育大学前 - 桜新町駅 - 弦巻営業所 (平日の朝のみ)
- 系統番号なし：弦巻営業所 - 桜新町駅 - 駒大高校裏 - 用賀駅 (土曜に１便のみ)

系統番号なしの路線には路線名が付与されていないが、歴史的経緯から本項目で扱う。
深沢線は1999年9月1日に弦巻から目黒に移管された際、学校線から独立して成立した。目黒通りにおける都市新バスシステム「東急バス新交通システム」導入、東急バス労働組合との協定により、弦巻のトランセ委託化の際に直営路線として残すため目黒へ移管された。なお、目黒への移管後も変わらず弦巻営業所の構内で折り返していた。
学校線は、最盛期には渋谷 - 目黒 - 成城を結んでいたが、1970年9月1日に路線が事実上分割され、東側を東急百貨店（渋谷駅東口） - 桜新町が引き継いだ。その後、弦巻営業所へ延長されたのち、1984年（昭和59年）2月16日付で恵比寿駅起点に短縮（渋73→恵73）、1986年4月3日から開始された目黒通りでの東急バス新交通システムに対応すべく、大半の便が目黒駅起点の黒07となった。この時の恵比寿駅への運行は、出入庫時のみ弦巻営業所から直通し、それ以外は恵比寿駅 - 目黒駅の短距離区間を往復するという形になったが、1987年3月20日に廃止された（後述）。
2007年3月16日、横浜市営バスの大規模再編（路線廃止・民間移譲）に伴う東急バス乗務員の異動により、黒07も弦巻に再移管され、約7年半ぶりに弦巻所管に戻り、同時に東急トランセに管理委託された。

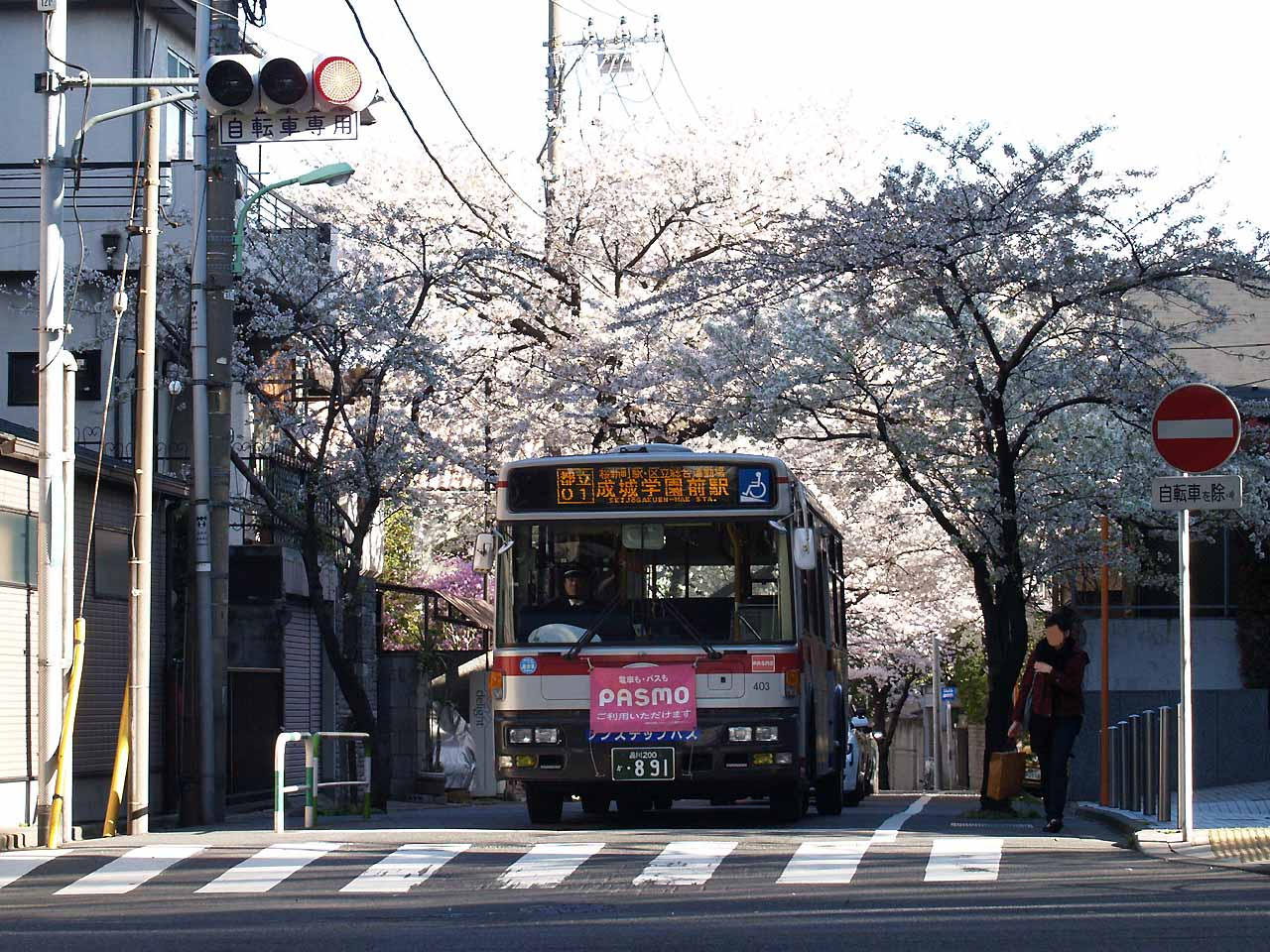
深沢高校周辺は春になると桜のトンネルになる(T403)

途中の日体大 - 桜新町一丁目には一方通行路があるため、往復で経路が異なっている。この区間は戦前に東京信託（現・日本不動産）により開発された新町住宅地で、近隣に比較して広壮な邸宅が集まり、沿道には桜並木が植えられ満開時には桜のトンネルになる。1933年の玉電沿線名所図会に「櫻トンネル」と記されている。桜新町駅周辺でさくらまつり（毎年4月実施）が行われる際は駅前の通行ができないため、迂回を行っている。
2021年11月1日から、自由が丘線・東98系統における日中の運行を清水 - 東京駅南口に短縮したことに伴い、清水停留所で当路線（および清水線・黒02系統）と東98系統の間でICカードによる乗継割引を導入。1回目の乗車から90分以内に乗り継いだ場合は2回目の乗車時に運賃を徴収しないことになった。このため、弦巻営業所・桜新町駅方面から清水で乗り継ぐことで目黒駅をまたいで東京駅まで1回分の運賃で行くことも可能になった。
2021年3月31日を以って、学校線の都立01の都立大学駅北口 - 成城学園前駅の便が廃止されたが、その出入庫便であった営業所と都立大学駅を結ぶ路線は深沢線に編入の上、平日の朝に3本運行されている。都立大学駅北口 - 八雲は実質循環運転となっており、八雲→都立大学附属高校前→めぐろ区民キャンパス→都立大学駅北口→中根町→八雲高校→八雲の順に停車し、都立大学駅北口をまたいでの乗車も可能である。

弦巻営業所 - 成城学園前駅の間は､用賀駅で分断する形で土曜に１便のみ運行される免許維持路線となり、弦巻営業所側が弦巻営業所担当で残された｡成城学園前駅側は瀬田営業所が担当している。

### 祖師谷線
- 等11：等々力操車所 - 等々力 - 深沢不動前 - 駒沢 - 駒沢三丁目 - 向天神橋 - 世田谷駅前 - 上町 - 桜小学校(出入庫)
- 等13：等々力操車所 - 等々力 - 深沢不動前 - 駒沢 - 駒沢大学駅前 - 世田谷駅前 - 世田谷区民会館（世田谷区役所） - 梅ヶ丘駅

等11の源流は不動前営業所が担当していた、山手線五反田駅と等々力を大回りで結ぶ大橋線という路線である。大橋線は等々力操車所から世田谷通りに出るまでが現在と同一で、世田谷通りを現在とは反対に右折、松陰線や成城線と同じルートで大橋まで行き右折、目黒営業所の品川線と同じく山手通りを南下して五反田駅に達するというルートで、後に反42という系統番号が付くが、1974年（昭和49年）5月19日限りで廃止となり、後継路線として祖師谷線が誕生した。

当初は大橋が担当していたが、1981年（昭和56年）6月23日の路線再編成で駒沢営業所へ移管され、1984年（昭和59年）の駒沢閉鎖時に弦巻へ移管。以来、30年以上に渡り弦巻が担当する。
1993年（平成5年）5月16日に祖師ヶ谷大蔵駅バスターミナルが新設され、渋23、恵32（現・用01）が同駅バスターミナルまで延伸されたが、等11だけは同駅バスターミナル完成後も祖師ヶ谷折返所（元・祖師谷大蔵／現・山野小学校）発着となっていた。
そして、2010年3月1日で祖師ヶ谷折返所が廃止され、等11も祖師ヶ谷大蔵駅まで延伸され、同駅バスターミナルが完成してから約17年目に用01と発着停留所を統合する形となった。同時に時刻も変更され、最終便の繰り上げ（祖師ヶ谷大蔵駅発は22時台から平日・土曜は19時台、休日は18時台に大幅繰り上げ、等々力操車所発も繰り上げ、夜間は桜小学校止まりとなる）を含む減便となった。
一方の等13は2015年8月3日から2016年1月29日までの5か月ほどの実証実験を経て、2017年1月27日に本格運行となった。実証運行路線中は平日のみ運行されていたが、本格運行時より毎日運行となり、祖師谷線の一部となった。東急バスとしては等13が初の梅ヶ丘駅乗り入れとなる。
2017年4月1日より、等々力操車所方向のみで「梅丘一丁目（うめがおかいっちょうめ）」停留所が新設された。
2019年4月1日より、等13のみ駒沢 - 弦巻一丁目間の経路が変更され駒沢大学駅を通る経路に変更された。
両系統共、世田谷ボロ市開催時（12月15日・16日、1月15日・16日）には駒沢公園通りの世田谷駅前交差点 - 弦巻一丁目交差点間が通行止めとなるため、2020年1月16日までは世田谷駅前交差点 - 向天神橋交差点間で、世田谷通り-[松陰神社前交差点]-駒中通り-[駒沢中学校交差点]-弦巻通りを迂回し、迂回区間にある弦巻一丁目停留所は駒中通り上に臨時バス停が設置されていた（迂回区間にある他路線のバス停は通過）が、2022年12月15日以降からは迂回経路が、世田谷通り-[松陰神社前交差点]-駒中通り-[弦巻小学校交差点]-駒留通り-[弦巻一丁目交差点]-駒沢公園通りの経路に変更されたため、弦巻一丁目停留所は常設のバス停が使用されるようになった。
なお以前は、日曜・祝日に同じ区間で歩行者天国が行われていたため、前述の変更前の経路にて定期的に迂回運行が行われていた。
2021年3月31日限りで､等11は、祖師ヶ谷大蔵駅を発着する便は廃止され､等々力操車所 - 桜小学校間の区間運行も早朝と夜間のみの出入庫路線となった｡
なお、等12系統（世田谷線）は瀬田営業所での運行となっている。

### 小山線
- 反11：五反田駅 - 武蔵小山駅 - 目黒郵便局 - 学芸大学駅 - 野沢龍雲寺 - 上馬 - 駒留 - 世田谷区民会館（世田谷区役所）
- 反11：五反田駅 - 武蔵小山駅 - 目黒郵便局 - 学芸大学駅 - 野沢龍雲寺 - 上馬 - 駒留 - 向天神橋 - 弦巻営業所
- 反12：五反田駅 - 武蔵小山駅 - 目黒郵便局 - 学芸大学駅 - 下馬六丁目 - 東京医療センター
- 渋52：世田谷区民会館 （世田谷区役所）→ 若林駅前 → 若林 → 淡島 → 駒場 → 青葉台四丁目 → 東急百貨店本店前 → 渋谷駅 → 道玄坂上 → 青葉台四丁目 → 駒場 → 淡島 → 若林 → 若林駅前 → 世田谷区民会館（世田谷区役所）

反11は五反田駅から武蔵小山、学芸大学、上馬を経て世田谷区民会館へ向かう。1950年代に五反田駅 - 武蔵小山の路線として開設され、その後道路の整備に伴い1960年代末に世田谷区民会館へ延伸された。渋滞が発生しやすいことや学芸大学駅前の狭路など、運行条件が良好でない部分もあるが、路線の南半分は独自の運行区間である。かつては経路近傍（清水庚申停留所の北）にある目黒が担当していたが、2002年5月16日で弦巻に移管、東急トランセ管理委託路線になった。同時に出入便として弦巻営業所発着便が設定された。なお、世田谷区民会館の折返所には誘導員が配置されているが、他社委託ではなく東急トランセ社員が担当している。
2009年11月1日より、武蔵小山駅バスロータリー乗入れを開始した（既存の武蔵小山停留所も現存）。
2019年12月1日より、日中に限り学芸大学駅で分岐して駒沢通りに入り、東京医療センターへ向かう反12系統が新設された。このため日中の反11系統（学芸大学駅以北）は60 - 70分間隔と減便された。
車両は基本的に中型車が充当されているが、近年は中型ロング車や大型車での運用も増えており、平日は中型車、土曜・休日は中型ロング車という運用パターンとなっている。
世田谷区民会館～東急百貨店本店前・渋谷駅循環系統は2013年（平成25年）8月30日に若01系統（百貨店循環線）として新規開設した路線。当初は下馬の担当だったが、2014年9月1日付で弦巻に移管。さらに2015年12月1日付けで淡島営業所の若林線渋52系統と統合のうえ渋谷駅を経由するように変更され、若林百貨店循環線となった。この結果、渋52系統としては1984年（昭和59年）3月16日に淡島へ移管されて以来31年ぶりに弦巻へ復帰する形となった。平日、土曜・休日とも日中のみ概ね30分間隔の1日17本が運転され、うち平日2本、土休日1本は渋谷駅始発で設定された。

代田中筋 - 青葉台四丁目間は渋51と同一経路だが、道玄坂上は復路のみ停車となり、往路は旧山手通り・松濤二丁目交差点を経由し東急百貨店本店前に停車する。東急百貨店本店前停留所は淡島営業所の渋61系統が2002年に京王バス単独となって以来、11年ぶりに東急バスの路線が復活する形となった。
渋谷駅付近の交通規制時には迂回ルートで運行され、渋谷駅・道玄坂上は経由しない。迂回ルートは、東急百貨店本店前を出て左折し、一周する形で松濤二丁目方面へ戻り、松濤二丁目交差点を左折し旧山手通りを経由して、青葉台四丁目から正規ルートに復帰する。

なお若01時代は、東急百貨店本店の店内放送アナウンサーが車内アナウンスを担当していたが、現在は従来の車内アナウンスとなっている。
2022年（令和4年）4月1日のダイヤ改正により、日中1往復となり、渋谷駅始発は廃止された。同時に小山線の１系統として扱われるようになった。

### 環七線
- 森91：大森操車所 - 大森駅山王口 - 馬込銀座 - 馬込駅前 - 長原 - 洗足駅入口 - 大岡山小学校前 - 野沢龍雲寺 - 上馬 - 駒留 - 若林交番 - 若林駅前 - 新代田駅前
- 森91：大森操車所 - 大森駅山王口 - 馬込銀座 - 馬込駅前 - 長原 - 洗足駅入口 - 大岡山小学校前 - 野沢龍雲寺 - 上馬 - 駒留（出入庫）
- 森91：若林交番←若林駅前←新代田駅前（入庫）
- 森91：野沢交番前→野沢龍雲寺→上馬→駒留→若林交番→若林駅前→新代田駅前

1967年（昭和42年）6月25日、都営バスとの相互乗り入れにより大森操車所 - 代田橋 - 東高円寺駅 - 新宿駅を結ぶ路線として開通。1984年（昭和59年）2月16日に路線分断・短縮され、森91となった。当初は駒沢営業所が担当し、大橋営業所、下馬営業所を経て、2014年（平成26年）6月1日付で弦巻に移管されてきた。
路線名の通り、経路の大部分を占める馬込銀座から新代田駅前の間は環七通りを走り、池上営業所の上池上循環線とともに沿道にあるリコー本社事業所への通勤輸送を担う。またJR京浜東北線と都営浅草線、東急池上線、東急目黒線、東急田園都市線、京王井の頭線を結ぶ鉄道短絡輸送、大田区から駒澤大学、国士舘大学、東京医療保健大学東が丘看護学部、トキワ松学園、香蘭女学校などへの通学輸送、国立病院機構東京医療センター・昭和大学病院などへの病院輸送も重要な役割である。

新代田駅以北では都営バスの宿91系統へ乗り継ぐ乗客の便宜を図るため、同じ91の番号をつけている。都営バスは新代田駅前から南、駒沢陸橋（森91は通過。分断当初は野沢銀座）まで運行することでこの区間で重複していたが、2013年4月から新代田駅前発着に短縮されたことで完全に分断される形となった。
移管にあたって、2014年4月1日付で出入庫便の環七通りから外れる区間を回送とするダイヤ改正を行った。乗務員（サービスプロパイダ）交代は駒留で行い、弦巻営業所までは距離があるため、営業所の自転車で移動する。
主に中型ロング車が運用に充てられている。
2021年4月1日のダイヤ改正を以て渋55が東北沢駅までに短縮（後に京王バスへ移管）されたため、東急バスの路線としては、小田急線を越えて京王電鉄の駅へ向かう唯一の路線となった。

### 三軒茶屋線
- 黒06：目黒駅 → 元競馬場前 → 祐天寺駅 → 五本木一丁目 → 学芸大学付属高校 → 日大前 → 三軒茶屋駅 → 明治薬科大学 → 日大前 → 学芸大学付属高校 →  祐天寺駅 →元競馬場前 → 目黒駅
- 黒06：三軒茶屋 → 明治薬科大学 → 日大前 → 学芸大学付属高校 → 五本木一丁目 → 祐天寺駅 → 元競馬場前 → 目黒駅 (出庫)
- 黒06：明治薬科大学 → 日大前 → 学芸大学付属高校 → 五本木一丁目 → 祐天寺駅 → 元競馬場前 → 目黒駅 (出庫)
- 黒06：五本木二丁目 → 学芸大学付属高校 → 日大前 → 三軒茶屋駅 → 明治薬科大学 → 日大前 → 学芸大学付属高校 →  祐天寺駅 →元競馬場前 → 目黒駅 (出庫)
- 黒06：祐天寺駅 → 五本木一丁目 → 学芸大学付属高校 → 日大前 → 三軒茶屋駅 → 明治薬科大学 → 日大前 → 学芸大学付属高校 →  祐天寺駅 →元競馬場前 → 目黒駅 (出庫)
- 黒06：目黒駅 → 元競馬場前 → 祐天寺駅 → 五本木一丁目 → 学芸大学付属高校 → 日大前 → 三軒茶屋駅 (入庫)
- 黒06：目黒駅 → 元競馬場前 → 水道局目黒営業所前 → 目黒中央中学校 (入庫)

戦前は、目黒営業所の前身となる目黒自動車運輸が品川駅 - 目黒駅 - 祐天寺駅に路線を持っていた。このうち、目黒駅と品川駅の間は陸上交通事業調整法による営業地域調整の結果、1942年（昭和17年）2月1日付で東京市電気局（現・東京都交通局）に引き渡され、現在の都営バス品93系統となる。
戦後、東急電鉄になってから目黒駅 - 祐天寺駅間を復活させる際に、東京学芸大学附属高校や獣医学校をつなぐ形で三軒茶屋まで延長したもの。開通日は世田谷区史によると1950年（昭和25年）3月1日である。日大三軒茶屋キャンパス（危機管理学部・スポーツ科学部）、明治薬科大学、昭和女子大学、東京学芸大学附属高校、多摩大目黒中高（旧・目黒学園女子高校）への通学輸送と、目黒区中町・中央町・五本木、世田谷区下馬・三軒茶屋の地域輸送を一貫して担い続けている。三軒茶屋付近は循環区間となっている。三軒茶屋駅では時間調整が行われるため実質的な終点となっているが、目黒駅側から三軒茶屋駅を越えて三軒茶屋、中里、明治薬科大学まで乗車することも可能。
旧目黒自動車運輸以来70年以上に渡って目黒営業所が担当してきたが、2002年（平成14年）7月16日に下馬に移り、トランセ委託路線となった。下馬営業所への出入庫のため、目黒駅側からは五本木一丁目発着、三軒茶屋側からは祐天寺駅（朝のみ）、五本木二丁目発着があった。その後、2014年（平成26年）9月1日のダイヤ改正で、下馬から弦巻に移管された。

出庫便は、「明治薬科大学」・「祐天寺駅」・「五本木二丁目」始発が運行される。祐天寺発は駒沢通り経由、五本木二丁目始発は三宿通り経由で営業所から回送される。入庫便は、「三軒茶屋駅」・「目黒中央中学校」行の便が運行される。停留所の時刻表には三軒茶屋駅止まりは「三軒茶屋駅」の先にある「三軒茶屋」・「中里」・「明治薬科大学」には行かない旨が記載されている。目黒中央中学校行は本停留所が駒沢通りの手前にあるため、到着後は駒沢通り経由で営業所まで回送される。
開通後、現在に至るまで2区間において経路変更を行っている。1つは、祐天寺裏 - 祐天寺駅のショートカットが目黒区役所（現・水道局目黒営業所）経由となったこと、もう1つは、三軒茶屋駅付近において住宅前経由が中里経由の循環路線になったことである。

なお、日大生物資源科学部が2001年（平成13年）に神奈川県藤沢市へ全面移転した後も、途中の「日大生物資源科学部前」停留所名は変更されずにいたが、跡地に2016年4月から危機管理学部とスポーツ科学部が新設されたことにより「日大前」と変更され、現在に至っている。
ちなみに明治薬科大学も1998年（平成10年）8月に東京都清瀬市の新キャンパスに全面移転しているが、2023年に至っても「明治薬科大学」停留所名は変更されていない。

### エビス線
- 恵32：恵比寿駅 - 目黒区総合庁舎前 - 三谷 - 東京医療センター前 - 深沢不動前 - 中町五丁目 - 用賀駅
- 恵32：恵比寿駅 - 目黒区総合庁舎前 - 三谷 - 東京医療センター前 - 深沢不動前 - 中町五丁目（出入庫）
- 恵32：五本木 → 三谷 → 東京医療センター前 → 深沢不動前 → 中町五丁目 → 用賀駅（出庫）

駒沢通りにはかつて、渋谷駅東口 - 祖師谷大蔵（祖師ヶ谷折返所→現・山野小学校）（渋谷駅東口 - 恵比寿間は渋72・恵比寿駅からは分断前の恵32と同一経路）の渋74系統と、東京駅南口 - 桜新町の駒沢線こと東80系統が運行されており、このうち東80は不動前から弦巻を経て最後は駒沢が担当した。その後、東80系統は恵比寿駅を境に分断され、恵比寿以西が恵33系統として運行される。渋74も渋谷駅と恵比寿駅の間が廃止され、恵比寿駅から用賀・農大前・千歳船橋を経由して祖師谷大蔵駅を結ぶ路線となった。しかし、駒沢線はエビス線に吸収される形で1981年（昭和56年）に廃止となる。
1993年（平成5年）5月16日に祖師ヶ谷大蔵駅バスターミナルが完成し祖師谷大蔵 - 祖師ヶ谷大蔵駅間が延伸されたが、1994年（平成6年）1月17日付で用賀駅バスターミナル乗り入れと引き換えに再編成が行われ、用賀駅を境に恵32（恵比寿駅 - 用賀駅）と用01（用賀駅 - 祖師ヶ谷大蔵駅）に分断された。これは駒沢通りでの慢性的な渋滞によって発生する折返便の遅延を減らすことが狙いだった。
2001年（平成13年）3月1日、瀬田から下馬に移管された。ただし下馬営業所の位置が路線の途中で早朝・最終バス間際に全線通しで運行がしにくいことから、同年3月16日よりその時間帯に限って瀬田担当便が復活。同営業所の用賀線の一部として運行していた。時刻表にも瀬田担当便である記号が記載されていた。
2014年（平成26年）6月1日（日曜日）のダイヤ改正により、翌6月2日の運行から平日のみ恵比寿駅→中町五丁目の深夜バスが設定された。同改正により、恵比寿駅 - 守屋図書館の区間便が土曜日に1便だけ復活した。出庫時には五本木発、入庫時には恵比寿駅からは守屋図書館止まり・瀬田営業所行き（瀬田担当便のみ）、用賀駅からは三谷止まりが運転された。
2016年（平成28年）3月1日、瀬田担当便を含め下馬から瀬田に全便再移管され、15年ぶりにエビス線が瀬田担当に戻った。出入庫便の瀬田営業所～中町五丁目間は全て回送となった。なお、五本木始発用賀駅行は、回送で営業所から三宿通りを経由して五本木交差点を右折し、駒沢通りより客扱いを行っていた。
以前は毎時4本程度の運行だったが、最近は、利用客が増加傾向にあり、ダイヤ改正ごとに増発が行われている。朝の通勤時間帯は非常に混雑する。特に、三谷付近で接続する東急東横線で輸送障害が発生すると、学芸大学駅から渋谷方面への振替輸送を担うため積み残しも発生する。このため、使用車両も下馬営業所時代から継続して、大型ノンステップ車の運用が中心であった。
2018年（平成30年）春から2019年（令和元年）にかけて、けこぼ坂上停留所（東京都目黒区中目黒）のアナウンスが同停留所近くのカレー店「CURRY UP -NAKAMEGURO-」とタイアップした音声に差し替えられていた。声優はEXILEのNAOTOおよび三代目 J SOUL BROTHERSの岩田剛典が担当していた。
2022年（令和4年）4月1日、瀬田営業所から弦巻営業所に全便移管された。恵比寿駅→中町五丁目行深夜バスはコロナ禍で運休となった後、正式に廃止されている。

## 廃止・移管路線

### 駒沢線
- 101：桜新町 - 駒沢大学駅前 - 国立第二病院 - 三谷 - 祐天寺 - 恵比寿駅 - 天現寺橋 - 広尾橋 - 六本木 - 溜池 - 虎の門 - 西新橋一丁目 - 日比谷 - 馬場先門 - 東京駅南口（都営バス目黒営業所と共同運行）

1947年（昭和22年）、中延所管の雪が谷線や目黒の自由が丘線と並ぶ東急バス初の都営共管路線としてスタートした路線で、都営では101系統と呼称した。当初は不動前営業所が担当し、開所と同時に弦巻へ移管（前述）。さらに1964年（昭和39年）駒沢営業所開所時に駒沢へ移管された。

その後恵比寿駅での分断など幾多の変遷を経て、1981年（昭和56年）6月23日の中延営業所閉鎖に伴う路線再編成で廃止された。

### 経堂線
- （103→）東84：東京駅南口 - 有楽町駅前 - 日比谷 - 霞ヶ関 - 溜池 - 赤坂見附 - 豊川稲荷前 - 北青山一丁目（現・青山一丁目駅前） - 青山車庫前（現・青山学院前） - 渋谷駅 - 大橋 - 池尻 - 三宿 - 三軒茶屋 - 若林一丁目 - 松陰神社前 - 上町 - 宮の坂駅 - 経堂駅（都営バス渋谷営業所と共同運行）

1947年（昭和22年）6月25日、東急初の都営共管路線の一つ、103系統として設定された。都営側の記録によると当初は三軒茶屋から先も玉川通り経由で駒沢折返しだった時期があるが、1949年（昭和24年）までに変更となり経堂駅が終点となった。東急側は当時、世田谷区内の拠点が淡島営業所1カ所しかなかったことから淡島が担当し、当営業所開設と同時に移管された。
1974年（昭和49年）8月26日付で渋谷駅を境に分割され、都営が東京駅 - 渋谷駅間の東84系統、東急は渋谷駅 - 経堂駅間の渋22系統となり、同時に大橋営業所へ移管。その後、路線のほとんどが渋21と重複し非効率になったとして、駒沢営業所閉鎖を目前に控えた路線再編成の際、1984年（昭和59年）2月15日限りで廃止された。

一方、都営バス側も東京駅と渋谷駅の間で運行を続けたが、乗客が並行する営団地下鉄銀座線に流れ、交通局第2次再建計画による整理対象となり1977年（昭和52年）12月15日限りで廃止となった。

### 高速渋谷線
- （139甲→）東83：東京駅南口 - 都庁前 - 内幸町 - 霞ヶ関 - 溜池 - 六本木 - 西麻布 - 青山車庫前 - 渋谷駅 - 大橋 - 三宿 - 三軒茶屋 - 駒沢 - 桜新町 - 桜新町操車場
- （139乙→）東83：東京駅南口 - 都庁前 - 内幸町 - 霞ヶ関 -（首都高速）- 三軒茶屋 - 駒沢 - 桜新町 - 桜新町操車場（瀬田営業所、駒沢営業所、都営バス渋谷営業所と共同運行）

1967年（昭和42年）、首都高速道路3号渋谷線を使った都心と郊外を結ぶ新しい通勤手段として、都営バス主導で企画され立ち上げ。東急からは駒沢・瀬田両営業所と並んで当営業所も参加し、2社4営業所による共管となった。これほどの大規模な共管は、東急バス史上後にも先にも類例がない。
1977年（昭和52年）、東急新玉川線（現・田園都市線）が開業したことをきっかけに乗客が鉄道へと流れ、交通局の第2次再建計画による追加の路線再編成で運行取りやめが決まる。そして、1979年（昭和54年）11月22日限りで廃止された。

### 調布線
- 渋25：渋谷駅 - 大橋 - 三軒茶屋 - 上町 - 農大前 - 大蔵病院前（現・成育医療研究センター前） - 狛江駅南口
- 渋26：渋谷駅 - 大橋 - 三軒茶屋 - 上町 - 農大前 - 大蔵病院前（現・成育医療研究センター前） - 調布駅南口
  - 両路線とも小田急バス若林営業所→狛江営業所と共同運行

渋25・26は世田谷通りを経由し、狛江駅・調布駅に至っていた路線である。戦前の路線をベースとして、1950年に国領駅 - 東宝前を国領線として復旧したのがこの路線の始まりで、もともと狛江や国領は、玉川電気鉄道以前の路線をルーツとする東急の独自エリアであったが、まもなく都区部方面への路線を開拓していた小田急バスとの共同運行となり、さらに渋谷駅へと段階的に延伸された。

1965年頃に終点を国領から調布駅南口に付け替えて抜本的な見直しを行ったが、1977年（昭和52年）3月30日限りで東急が撤退、共同運行は解消となった。その後、小田急バスは1999年（平成11年）に渋25を廃止したものの、渋26の運行は続けている。

### 若林百貨店循環線
- 若01：若林折返所 → 淡島 → 駒場 → 青葉台四丁目 → 東急百貨店本店前 →  道玄坂上 → 青葉台四丁目 → 駒場 → 淡島 → 若林折返所

2013年8月に下馬営業所の担当で新設、その後2014年9月1日付で弦巻営業所に移管。当初は淡島営業所の若林線渋51系統と同じく若林折返所を起終点とし、経路の都合上渋谷駅前を通過はするが停車しないという特殊な運行をした。2015年（平成27年）12月1日付で若林線渋52系統と統合、渋谷駅にも停車するようになる（前述、小山線の項を参照）。

### コーチ自由が丘線
- コーチ：自由が丘駅 - 等々力七丁目 -（深沢一丁目）- 東深沢小学校 - 深沢不動前 -（深沢六丁目）- 駒沢

（）内はデマンド区間。1984年3月16日の駒沢廃止時に、祖師谷線とともに移管された。駒沢は旧・営業所の跡地に設けられた駒沢折返所で折り返していたが、駒沢発は他系統の駒沢折返所（現・駒沢公園西口）停留所と別に設けられた専用の停留所から出発していた。1999年に瀬田へ移管。

### 上町線
- 園02：田園調布駅 - 九品仏駅 - 等々力七丁目 - 中町五丁目 - 用賀駅 - 農大前 - 上町 - 世田谷区民会館（世田谷区役所）
- 園02：用賀駅 - 農大前 - 上町 - 世田谷区民会館（世田谷区役所）（土・休日ダイヤのみ）

東京都大田区の田園調布駅から九品仏駅、用賀駅、農大前を経由して世田谷区民会館（世田谷区役所）を結ぶ路線である。1959年（昭和34年）9月1日付で田園調布駅 - 世田谷区民会館が開通し、最盛期には淡島営業所の若林線とつながる形で渋谷駅に至っていたが、1973年（昭和48年）に世田谷区民会館を境に分割され、渋谷側は渋52系統（区民会館線）となった。区民会館線は1984年（昭和59年）2月の駒沢営業所閉鎖に伴う路線再編成で並行していた若林線と統合、淡島営業所へ移管されるが、2015年（平成27年）12月に若01系統と統合し、31年ぶりに弦巻へ復帰した。
1994年（平成6年）1月17日、用賀駅バスターミナルへ乗り入れ開始。鉄道での移動が困難な地区を効率よく結ぶため区間ごとの利用客が多く、日中は1時間に2 - 3本で運行されてきたが、渋谷駅・三軒茶屋駅を通らない系統だったため、2000年代以降は利用が低迷した。
2017年（平成29年）5月1日付ダイヤ改正にて終日にわたり減便され、平日日中は40 - 45分毎になった。土曜・休日ダイヤでは約半数を用賀駅以北の区間便に変更し、用賀駅以南は65 - 70分間隔と間延びするダイヤとなった。
その後も利用減が続き、加えて等13系統（祖師谷線）の定期運行化という事情もあり、2018年（平成30年）3月31日限りで通し運行を廃止した。用賀駅以北については松陰線に新設された渋22系統が継承し、中町五丁目〜田園調布駅間は瀬田営業所へ移管され、いわゆる「免許維持路線」として存続している。
営業所付近の出入庫便として、上町→田園調布方面、田園調布駅→松が丘交番、桜小学校 - 世田谷区民会館が運行されており、桜小学校→世田谷区民会館は小山線の出庫も兼ねていたが、いずれも園02系統の廃止とともに運行を終了した。

### 学校線
- （渋73→）恵73：エビス駅 - 目黒三田 - 目黒駅

1930年代の東横乗合（不動前営業所の前身）から続いていた都内東急バスの中では歴史ある営業区間の1つで、目黒区コミュニティバス『さんまバス』の実質上の源流。

1984年（昭和59年）の駒沢営業所廃止に伴う路線再編成の際、エビス駅と目黒駅の間は黒07系統から切り離されて短距離の折り返し系統となり、主に総合病院厚生中央病院への病院輸送を担った。しかし沿線の目黒区三田、渋谷区恵比寿南には目黒営業所の不動線も走っているため住民の利用があまりなく、1987年（昭和62年）3月19日限りで廃止。その後、厚生中央病院は改築を行い大規模病院となり、目黒駅と目黒区総合庁舎（区役所）を結ぶ公共交通機関の充実を名目に、2024年4月1日付でさんまバスの運行が始まり、37年ぶりに目黒区三田とJR目黒駅を結ぶ東急バス路線が再開された。
- 黒05：目黒駅 - 大鳥神社前 - 清水 - 都立大学駅北口 - 日本体育大学前 - 桜新町駅 - 岡本三丁目 - 大蔵病院前（現・成育医療研究センター前） - 成城学園前駅
- 都立01：都立大学駅北口 - 日本体育大学前 - 桜新町駅 - 岡本三丁目 - 成育医療研究センター前 - 成城学園前駅
- （黒05→）都立01：弦巻営業所 - 桜新町駅 - 岡本三丁目 - 成育医療研究センター前 - 成城学園前駅（出入庫）

1956年（昭和31年）9月20日に恵比寿駅 - 目黒駅 - 都立大学駅 - 桜新町で開通し、学校名を付した停留所が多かったことから、学校線と命名された。廃止直前でも日体大本部・世田谷キャンパス、都立桜修館（旧・都立大附属高校）、都立深沢高校、聖ドミニコ学園、三田国際学園（旧・戸板女子高校）、駒大高校などの教育機関と東急田園都市線・小田急線を結ぶ通学輸送の役割が重かった。
その後、路線は恵比寿駅から東横百貨店（渋谷駅東口）へ延長され、さらに東横百貨店 - 砧公園緑地の開通、成城学園前駅への延長と拡張を続けた。しかし、渋谷から目黒通りを経由する大幅な迂回ルートで成城に至るという長距離路線であったことから全線通し需要は少なく、1970年（昭和45年）9月1日付で成城学園前駅発着便は目黒駅起点に短縮された（のちに黒05となる）。この時東急百貨店 - 桜新町便は存続したが、幾度かの経路変更を経て黒07となり、1999年9月1日に目黒へ移管し深沢線として独立した。一方の目黒駅 - 成城学園前駅便は1994年（平成6年）に都立大学駅北口起点に短縮され、現行の都立01となった。入出庫便のみ弦巻営業所系統が都立大学駅北口・成城学園前駅の両方面に運転されていた。

路線維持の努力を行っていたが依然厳しい状況にあり、加えて世田谷区用賀地区から成育医療研究センターや成城学園前駅へは瀬田営業所の世田谷線、また岡本地区の地域輸送は同じく瀬田の美術館線が並行して走ることから代替可能と判断、2021年（令和3年）3月31日限りで運行を終了し、学校線の名称が消滅した。岡本三丁目以北については美術館線・玉31系統を成育医療研究センターから成城学園前駅まで延伸してカバーすることとなった。桜新町駅と用賀駅の間については免許維持路線として週1便が残る（前述）。尚、都立01系統の廃止による玉31系統（二子玉川駅 - 成育医療センター）および深沢線の改正も2021年4月1日に実施されている。

### 祖師谷線（一部系統の廃止）
- 等11：等々力操車所 - 等々力 - 深沢不動前 - 駒沢 - 向天神橋 - 上町 - 農大前 - 千歳船橋 - 祖師ヶ谷大蔵駅

1974年（昭和49年）5月20日付で新設（前述）。末期は全日通して朝方の運行が主体であり、平日は祖師ヶ谷大蔵 - 千歳船橋間の道路混雑で30分以上遅延することもあった。このため、梅ヶ丘駅発着の等13系統へシフトさせる形で、2021年（令和3年）3月31日限りで廃止された｡
平日の夕方に一便のみ渋23で祖師ヶ谷大蔵駅発の松が丘交番前行きで入庫していた｡

### 空港路線
- 渋谷羽田空港線：羽田空港 - 渋谷駅（東京空港交通羽田運行事業所、京浜急行電鉄京浜島営業所→京浜急行バス京浜島営業所→新子安営業所と共同運行）
- 二子玉川羽田空港線：羽田空港 - 二子玉川駅（京浜急行バス羽田営業所→新子安営業所と共同運行）

2000年（平成12年）7月19日に東京空港交通・京浜急行電鉄との共同運行で渋谷 - 羽田空港が開通すると、翌年にはセルリアンタワー経由に経路変更する。大橋営業所が廃止される直前の2001年（平成13年）5月16日付で東急トランセ管理委託の上、弦巻の管轄となる。
2003年（平成15年）には、パートナーの京急電鉄がバス部門を分離。これ以降は子会社の京浜急行バスが担当する。
2009年（平成21年）4月24日、二子玉川駅 - 羽田空港が開業。空港線ではこの路線のみPASMO・Suicaを導入する。
2012年（平成24年）4月16日、京急担当便が両路線とも横浜市神奈川区に新設された新子安営業所に移管される。
2014年（平成26年）9月1日のダイヤ改正で、弦巻営業所から下馬営業所へ移管された。
いずれも首都高速3号渋谷線、首都高速都心環状線・首都高速湾岸線を経由する。ただし、高速道路の渋滞が激しい時は一般道経由となる。車両は補助席付き60人乗りで、営業所と交信できるように無線機を装備している。

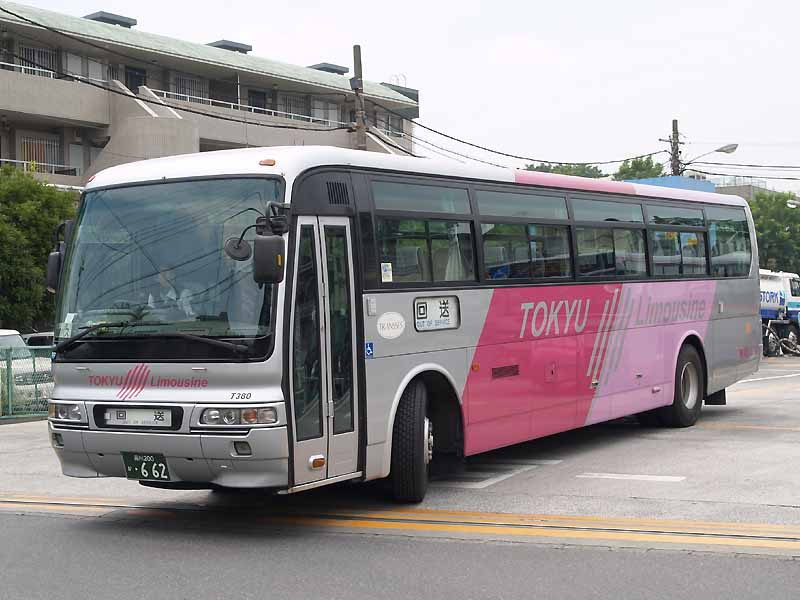
出庫する渋谷空港線専用車(T380)
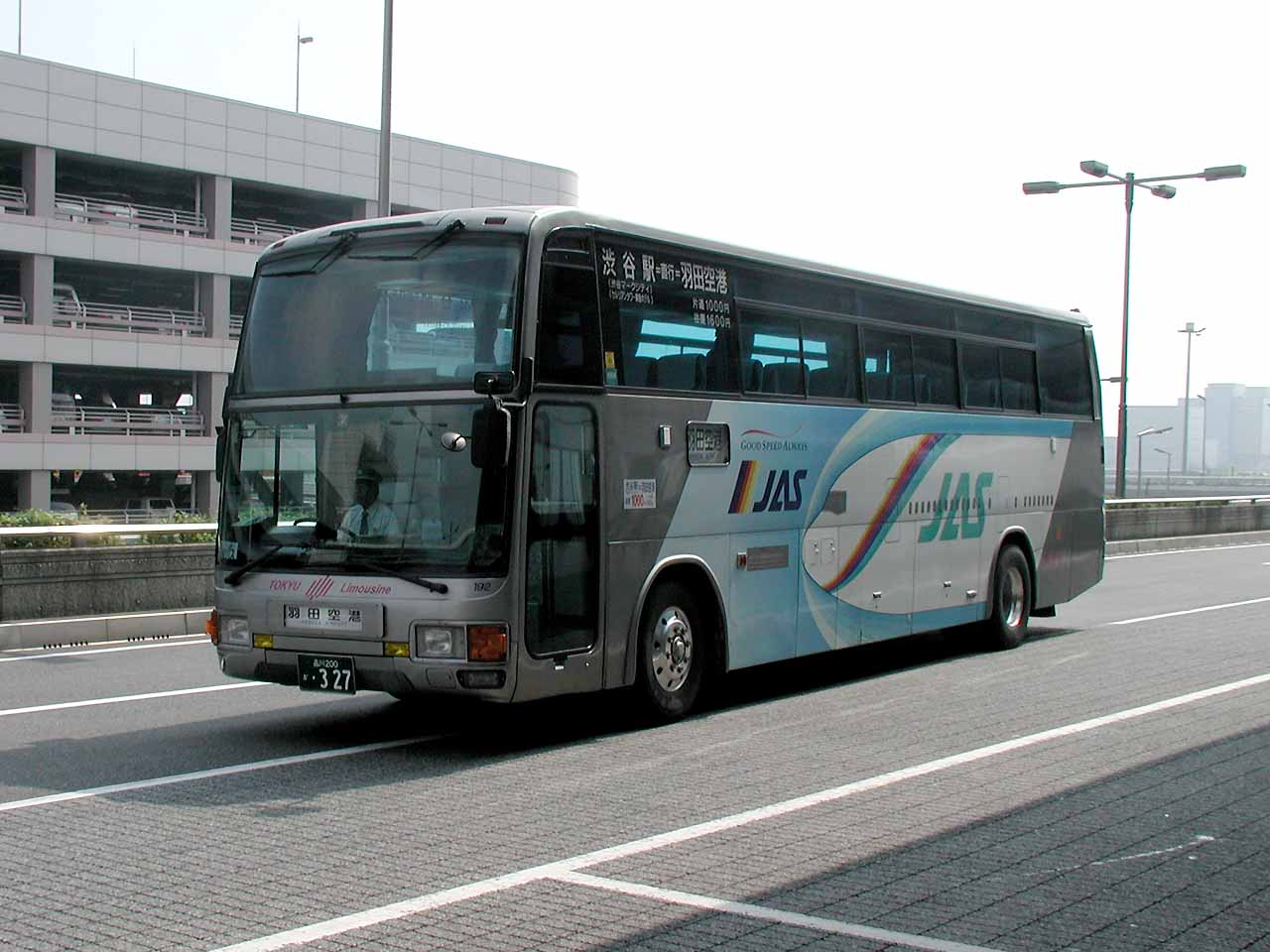
大橋時代は貸切転用車で運行、日本エアシステムのラッピング装飾が施されていた(O192)
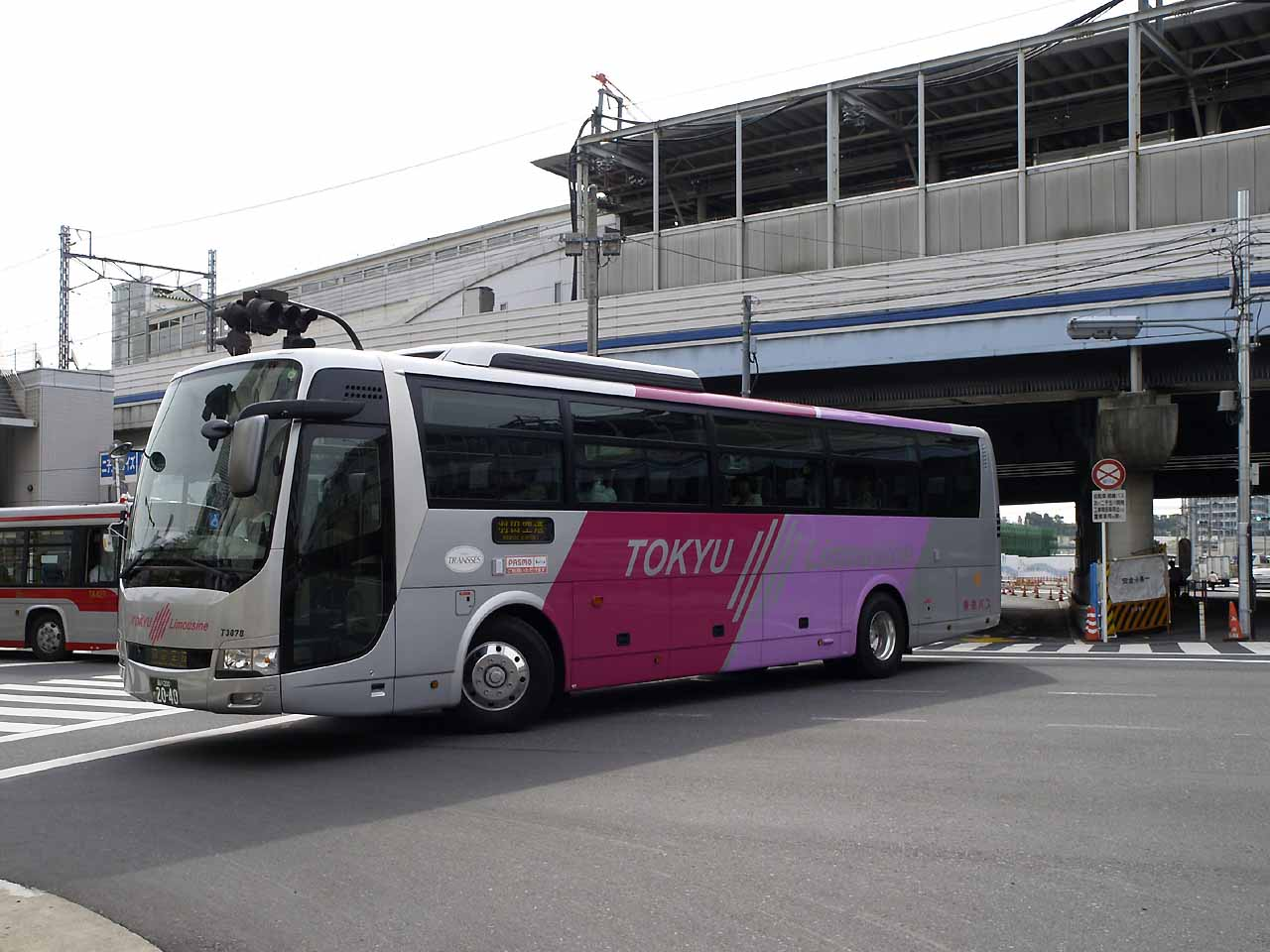
二子線開設に際して導入されたエアロエース(T3878)

## 車両
いすゞ自動車・UDトラックス・日野自動車・三菱ふそう・BYDの2カ国5メーカーを配置。一般路線車のうち大型車は松陰線、中型ロング車は弦巻線と環七線、中型車は祖師谷線、小山線、三軒茶屋線などをそれぞれ中心に使用される。

弦巻営業所ではUDトラックスを買収したいすゞを中心に、日野、三菱ふそうの一般路線車が在籍する。
中型ロング車が他の営業所より多く在籍しており、2023年3月現在も､JP､MKが存在する。HRは2022年に引退した。現在はアルピコ交通に移籍している。
いすゞ車は､エルガ(LV234系､LV290系)とエルガミオ(LR234系､LR290系)が在籍しており､都内のトランセ管理委託営業所として､唯一､いすゞ車が存在する営業所であった為、いすゞ製V8エンジン車が所属していた。2012年からは東急バスでは初のいすゞ・エルガハイブリッドも1台(T1237)導入されている。
日野車では大橋営業所から転属してきた2ステップ車のブルーリボンが所属していた時期もあったが、現在は､ブルーリボン(KV290系)､ブルーリボンハイブリッド(HL系)､ブルーリボンシティハイブリッド(HU系)､PK代のレインボーHR､レインボー(KR290J2系）､目黒から転属してきたブルーリボンⅡ(KV234系）､が在籍している。
中でも､2011年度に新車で導入されたブルーリボンシティハイブリッドのT1139は、東急バス創立20周年を記念した「2代目一般路線車色」となっている。
このほか渋谷空港線・二子玉川空港線用のセレガRが新羽営業所から転入していたが、後に路線ごと下馬営業所に移籍している。
三菱ふそう車は、2014年6月の環七線の移管時に下馬営業所からエアロミディMK（ナロー車）とエアロスターS（UDトラックス・スペースランナーRAのOEM車）が在籍している｡東急トランセ管理委託化後に三菱ふそう・エアロスターMのT1487が1台だけ下馬から転属され配置されていた時期もあったが、日産ディーセル・JPのPDG代がふそう製エンジンとなるものに備えた前哨配置であり、長らく渋谷空港線・二子玉川空港線用の高速バスのみの配置だった。一般路線車は2014年1月にエアロスターノンステップ車のT480が新羽営業所から転入したが、僅か1カ月で瀬田営業所へ転出した。2023年の渋24単独管理に伴い淡島から西工車体のT975が転入している。
UD(旧日産ディーゼル)車としては､スペースランナーRA､スペースランナーJP､スペースランナーRMが在籍しているが､UDトラックスはバス車両の製造を終了している為､ジェイバス車の比率が高くなっている｡
中華人民共和国のBYDは、2024年3月に全電気駆動のK8が3台納車されたのが初となった。
2014年11月17日からは世田谷ナンバー（ご当地ナンバー）の使用開始に伴い、新車と2014年以降の転入車は世田谷ナンバーで登録されており、2014年度第2期・2015年度導入のエルガおよびエルガミオから世田谷ナンバーとなっている。